# Tauala
Tauala (лат.) — род аранеоморфных пауков из подсемейства Amycinae в семействе пауков-скакунов (Salticidae). Семь видов из восьми, относящиеся к данному роду, распространены в Австралии, в штате Квинсленд, и один вид распространён только на острове Тайвань, который находится в Тихом океане близ восточной границы с Китаем.

## Виды
- Tauala alveolatus Wanless, 1988 — Квинсленд
- Tauala athertonensis Gardzinska, 1996 — Квинсленд
- Tauala australiensis Wanless, 1988 — Квинсленд
- Tauala daviesae Wanless, 1988 — Квинсленд
- Tauala elongata Peng & Li, 2002 — Тайвань
- Tauala lepidus Wanless, 1988 — Квинсленд typus
- Tauala minutus Wanless, 1988 — Квинсленд
- Tauala splendidus Wanless, 1988 — Квинсленд